# 王筱虹
王筱虹（1968年—），福建安溪人，汉族，中华人民共和国政治人物、第十二届全国人民代表大会广东地区代表。
毕业于昆明工学院环境工程专业。加入中国共产党。曾任广州大学环境科学与工程学院副院长。2013年，担任全国人大代表。2018年，连任全国人大代表。